# OISHI
OISHI（オイシ）は、タイ王国に本社を置く日本食レストランの経営や日本食を販売している企業。日系企業ではない。

## 沿革
創業者は中国人の両親を持つタン･パーサコンティーで、タイのチョンブリー生まれ、マレーシアのペナン育ち。中学時代にタイに戻り事業を始める。1999年9月に日本食レストラン1号店を出店し、成功を収める。2004年にはそれまでタイには市場が存在しなかった緑茶市場に乗り出し、健康ブームにも乗り、事業は大成功する。2004年8月に上場。OISHIの製品はタイだけでなく、ベトナム、カンボジア、ラオス等でも広く販売されている。

## 事業

### 外食
- SHABUSHI　（しゃぶしゃぶ&寿司ビュッフェ）
- SUKISHI　（すきやき&寿司ビュッフェ）
- OISHI GRAND
- OISHI　（ビュッフェ）
- OISHI Express　（ビュッフェ）
- OISHI RAMEN　（ラーメン）
- OISHI Sushi Bar　（寿司）
- OISHI CATERING
- The Tepp （鉄板焼）
- LOG HOME
- IN&OUT （ベーカリー&カフェ）
- 味OK SuKI&BBQ
- OISHI Delivery

### 飲料
- Green tea（砂糖入り緑茶）…主力商品
  - ノーマル
  - 玄米風味
  - はちみつレモン風味
- Black tea （砂糖入り紅茶）
- amino OK　（オレンジ、レモンなど）
- Seiki Super Orange
- Seiki Pomegranate
- Coffio （アイスコーヒー）